# Arfanta
Arfanta è una frazione del comune di Tarzo, in provincia di Treviso.

## Geografia fisica

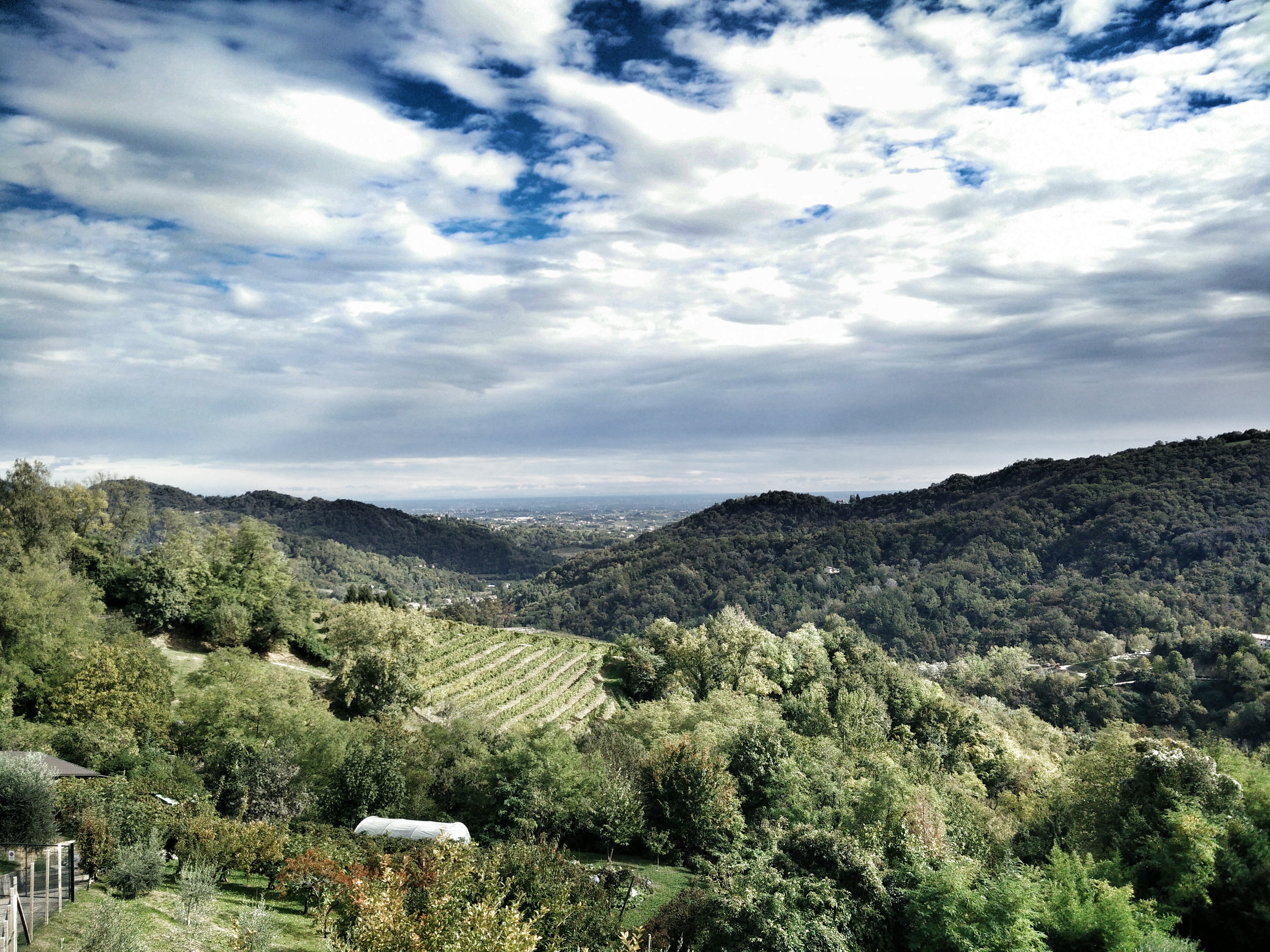
Panorama delle colline

Rappresenta la frazione più elevata del comune, sorgendo nella zona nordorientale. Si inserisce in un territorio completamente collinare ed è dominata dal monte Croce a ovest (476 m s.l.m.) e dal colle Parè a est (436 m). In prossimità dell'abitato nascono i numerosi rivoli che originano il Lierza.

## Monumenti e luoghi d'interesse

### Chiesa parrocchiale
Già dipendenza della pieve di Tarzo, divenne parrocchiale nel XV secolo. Nel 1672 fu ridotta a curazia di Corbanese, ma il paese riebbe autonomia ecclesiastica dal 1947.
Le parti più antiche dell'edificio risalgono al Quattrocento, ma è stato più volte rimaneggiato. Restano ignoti la data dell'ultima consacrazione e il nome vescovo officiante. Tra le opere conservate, una tavola di Francesco da Milano (datata 22 agosto 1522), l'organo di Antonio e Gaetano Callido (1802) e varia argenteria sacra. Inoltre, proviene da questa chiesa il pregevole fonte battesimale del duomo di Conegliano.
Una pietra del campanile, collocata presso l'ingresso, riporta la data 1724. Le campane furono trafugate dai soldati austriaci durante la Grande Guerra, ma furono recuperate nel 1921.

### Casa Crotta, Dalle Crode, Tibolet, Galeotti
Cinquecentesca, si inserisce nella borgatella di Costa di Là, a sudovest di Arfanta. Il luogo è noto anche come "al Casin" in quanto la tradizione vorrebbe che l'edificio fosse utilizzato come casino di caccia dai Crotta prima e dai Dalle Crode poi; la diceria sarebbe confermata dalla stessa topologia dell'edificio: un unico piano abitabile (quello rialzato), segno che veniva frequentato solo saltuariamente.
La facciata si rivolge ad ovest, mostrando una certa simmetria: l'asse corre lungo la porta d'ingresso (con profilo architravato e sopraluce a lunetta) e su ciascun lato si dispongono due monofore del piano rialzato; a queste corrispondono altrettante finestrelle al sottotetto e al seminterrato. Sopra il portale campeggia lo stemma araldico affrescato  della nobile famiglia Crotta, prima proprietaria dell'immobile. Nella lunetta sopra la porta d'ingresso è raffigurata una madonna con bambino in un paesaggio. La casa che giaceva in condizioni assai precarie è stata di recente oggetto di un restauro conservativo.
All'interno, si trova un salone con specchiature in stucco raffiguranti motivi geometrici e animali.

### Casa Marchetti, Dal Col
Si trova a Costetta ed è, con una chiesetta, l'unico edificio a distinguersi tra i rustici che compongono il villaggio. Sono infatti scarsi i legami con la semplice architettura contadina, pur discostandosi anche dallo schema delle ville venete.
L'edificio, risalente al XVIII secolo, volge a sud il fronte principale, il quale si affaccia su un piccolo giardino limitato da un muro di sasso. L'ingresso al piano terra è rappresentato da un portale ad arco a tutto sesto. Le aperture seguono il medesimo schema per tutti i tre livelli, ma al primo piano sono abbellite da un davanzale aggettante. La costruzione si conclude con un tetto a capanna.

## Cultura
Arfanta costituisce, assieme a Rolle (Cison di Valmarino), uno dei principali tòpoi geografici della poesia di Andrea Zanzotto, dove il suo toponimo è trasfigurato dal senhal Lorna (ad esempio, nelle due poesie degli anni 1945-47 Declivio su Lorna e Lorna, pubblicate nella prima raccolta Dietro il paesaggio).
In località Mondragon è allevata l'oca del Mondragon, riconosciuta come prodotto agroalimentare tradizionale.